# José Rubio Rolando
José Rubio Rolando (Lima, 27 de agosto de 1904-Lima, 2 de setiembre de 1978) fue un abogado, educador y político peruano. Fue ministro de Educación Pública, de 1958 a 1959, durante el segundo gobierno de Manuel Prado. Se le recuerda también por haber sido, durante su época de estudiante sanmarquino, uno de los fundadores de la Federación Universitaria de Fútbol, actual Club Universitario de Deportes, del cual fue su primer presidente.

## Biografía
Nació en Lima, siendo sus padres Manuel Rubio y Carmen Rolando. Cursó sus estudios escolares en el Colegio La Merced de su ciudad natal. Luego ingresó a la Universidad Nacional Mayor de San Marcos, donde se recibió de abogado en 1931.
Durante su época universitaria formó parte del grupo de estudiantes de diversas facultades que se organizaron para fundar, el 7 de agosto de 1924, la Federación Universitaria de Fútbol, que luego se convirtió en el Club Universitario de Deportes (o la “U”), de cuya primera junta directiva fue presidente.
En 1932 pasó a ejercer como secretario en el Instituto Pedagógico Nacional de Varones; allí fundó la escuela de Educación Física y fue profesor de Psicología. En 1941 pasó a ser director del Colegio Nacional Dos de Mayo del Callao, cargo en el que se mantuvo durante varios años.
El 28 de julio de 1959 asumió el cargo de ministro de Educación Pública, del segundo gobierno de Manuel Prado. Fue propuesto como tal por el presidente del Consejo de Ministros, Pedro Beltrán Espantoso, debido a que la persona originalmente designada para el cargo, Jorge Succar Rahme, había declinado en último momento por motivos de salud.
Durante su gestión ministerial, se promulgó la Ley Universitaria N.º 13 417, con fecha 8 de abril de 1960. Esta ley mantuvo el cogobierno, fundó el Consejo Interuniversitario (antecedente del Consejo Nacional de la Universidad Peruana o CONUP) y declaró como de necesidad pública la creación de ciudades universitarias.
Se desataron por entonces algunas protestas de estudiantes universitarios, que estaban en contra de algunos de los puntos de dicha ley. La policía apresó a un grupo de quince manifestantes de la Universidad Nacional de Ingeniería, que indebidamente fueron llevados al Penal El Sexto, donde sufrieron vejámenes e incluso agresiones sexuales de parte de los presos comunes. Esto desató el escándalo de la ciudadanía. La Federación Universitaria del Perú (FEP) organizó una masiva manifestación estudiantil en la Plaza de San Martín. Por entonces se hallaba encargado del Ejecutivo el primer vicepresidente Luis Gallo Porras, por ausencia del presidente Manuel Prado en viaje a la Argentina. Gallo pidió disculpas públicas por lo sucedido y anunció las renuncias del ministro de Gobierno y Policía, Carlos Carrillo Smith, y el de Educación, José Rubio Rolando. Los estudiantes, por su parte se comprometieron a no continuar con sus protestas. Efectivamente, Rubio renunció el 25 de mayo de 1960.
Falleció el 2 de setiembre de 1978, en San Isidro, Lima.